# Paramos
Paramos is een plaats (freguesia) in de Portugese gemeente Espinho en telt 3 789 inwoners (2001).